# 比倫附近迪斯巴赫

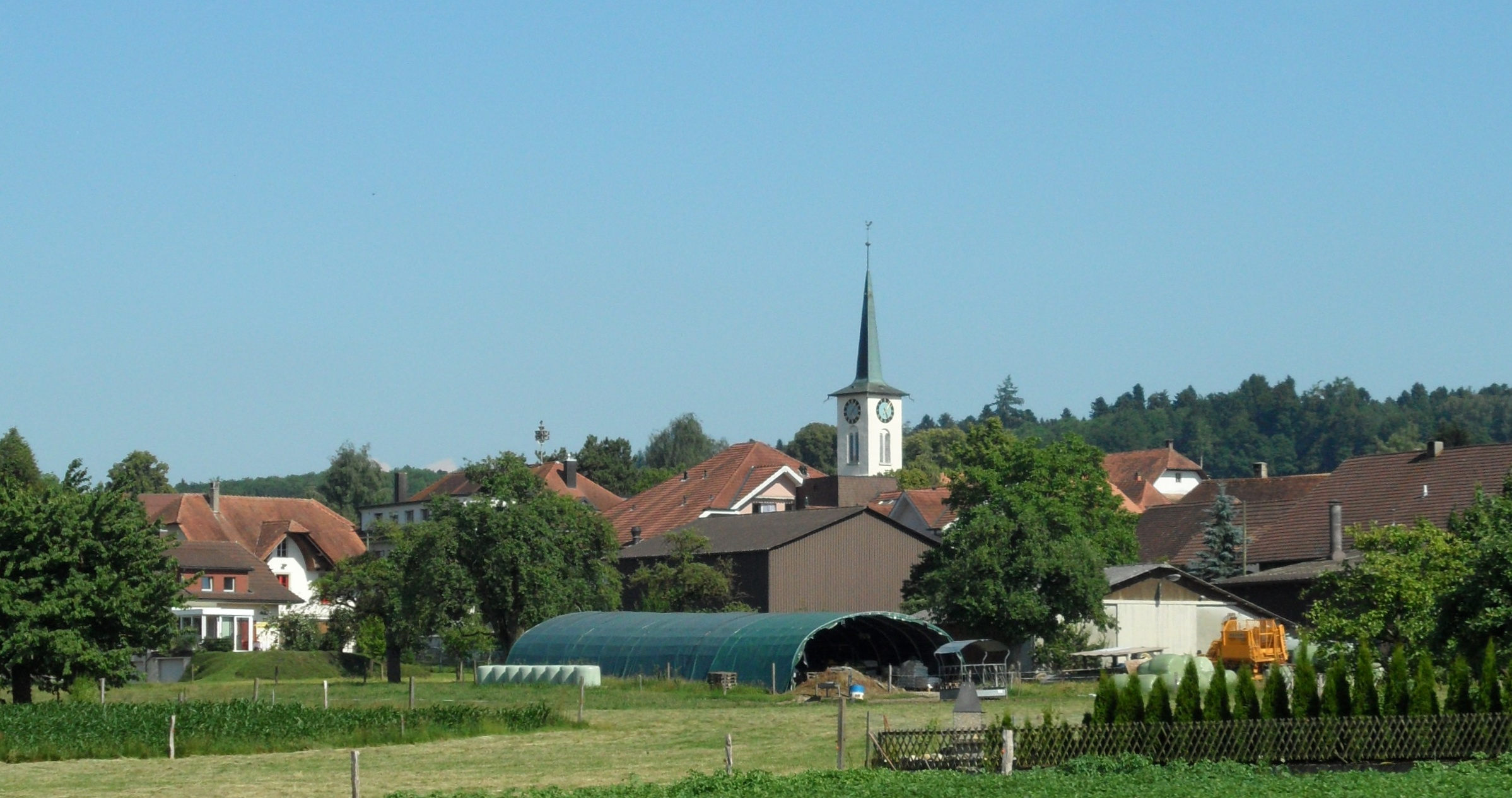

比倫附近迪斯巴赫是瑞士的城鎮，位於該國中部，由伯恩州負責管轄，面積6.31平方公里，海拔高度464米，2016年人口992，七成半人口信奉基督教，人口密度每平方公里142人。

## 外部連結
- Vereinigung für Heimatpflege Büren （页面存档备份，存于） Distributor of publications about Diessbach and the Büren district